# Hierapolis en Pamukkale
Hierapolis en Pamukkale zijn twee archeologische vindplaatsen die ten noorden van Denizli in Turkije liggen.
Het water heeft vanuit de bron een temperatuur van 35 °C en bij het afkoelen zetten zich kalkachtige bestanddelen af, waardoor er witte terrassen worden gevormd.
Voor de jaartelling werden de warmwaterbron en terrassen als iets heilzaams gezien, waardoor de stad Hierapolis werd gesticht. In latere eeuwen werd Hierapolis getroffen door aardbevingen en plunderaars. Op een tiental kilometers van Hierapolis ligt de antieke stad Laodicea aan de Lycus, welke bekend is uit de Bijbel (in de Openbaring van de Bijbel is Laodicea een van de 7 gemeenten in Klein-Azië). In deze brief wordt als bekend verondersteld dat het water er lauw is en onaangenaam van smaak, wat historisch dus klopt.